# カデルボスコ・ディ・ソプラ
カデルボスコ・ディ・ソプラ（伊: Cadelbosco di Sopra）は、イタリア共和国エミリア＝ロマーニャ州レッジョ・エミリア県にある、人口約11,000人の基礎自治体（コムーネ）。

## 地理

### 位置・広がり

#### 隣接コムーネ
隣接するコムーネは以下の通り。
- バニョーロ・イン・ピアーノ
- カンページネ
- カステルノーヴォ・ディ・ソット
- グアルティエーリ
- グアスタッラ
- ノヴェッラーラ
- レッジョ・エミーリア

### 気候分類・地震分類
カデルボスコ・ディ・ソプラにおけるイタリアの気候分類 (it) および度日は、zona E, 2524 GGである。
また、イタリアの地震リスク階級 (it) では、zona 3 (sismicità bassa) に分類される。

## 行政

### 分離集落
カデルボスコ・ディ・ソプラには以下の分離集落（フラツィオーネ）がある。
- Cadelbosco di Sotto, Villa Argine, Villa Seta, Zurco